# Primanerliebe
Primanerliebe ist ein deutsches Stummfilm-Melodram aus dem Jahre 1927 von Robert Land mit Grete Mosheim, Wolfgang Zilzer und Fritz Kortner in den Hauptrollen. 

## Handlung
Eine klassische  Coming-of-Age-Geschichte im 1920er-Jahre-Stil mit dramatischen Vorzeichen und der Auseinandersetzung mit damaligen Moralvorstellungen und Erziehungsmethoden.
An einer Schule ist es zum Selbstmord eines verzweifelten Schülers gekommen. Dies hat auf viele Beteiligte der Bildungsstätte und dem familiären Umfeld der Schüler stärkste Auswirkungen. Der sensible Rolf Karsten, Mündel eines knorrigen und herrischen Regierungsbaumeisters, war ein enger Freund des Toten und sieht in dessen Verzweiflungstat auch eine Blaupause für sich, um der Enge seines eigenen Lebens und den Drangsalierungen seines Vormundes zu entkommen. Davon hält ihn lediglich seine Primanerliebe zu Ellen Frank ab, die wiederum sehr unter der unerbittlichen Strenge ihres Vaters, des hartherzigen Oberstudienrats Frank, der seine Schüler ständig zu unterwerfen und zu brechen versucht, zu leiden hat. 
Doch es gibt auch einige wenige Erwachsene, die ein Gegenbild zu den reaktionären, starren Alten mit deren verkrusteten Erziehungsvorstellungen bilden, wie beispielsweise der verständnisvolle Schulrektor, ein gutmütiger Mädchenschulprofessor und ein milder Richter. Dem steht Rolf eines Tages vor Gericht gegenüber, denn er hat einen Sänger, der ihn und Ellen überfallen hatte, mit einem Schuss niedergestreckt, sodass Rolf ins Gefängnis musste. Im Prozess wird das ganze Elend einer Adoleszenz jener Jahre deutlich, und erst der Richter versteht, wie schwierig unter diesen Umständen es sein muss, ein Jugendlicher mit all den in diesem Alter typischen Nöten zu sein, und spricht Rolf schließlich frei, um ihm sein Leben nicht zu verbauen. Schließlich reift auch beim alten Karsten und sogar bei Ellens Vater die Erkenntnis, dass sich in ihrem Erziehungsweltbild etwas ändern muss.

## Produktionsnotizen
Gedreht im Mai 1927 in den Efa-Filmstudios, passierte Primanerliebe am 1. Juni desselben Jahres die Filmzensur und wurde zwei Tage später in Berlins Beba-Palast uraufgeführt. Die Länge des mit Jugendverbot belegten Siebenakters betrug 2296 Meter. Der Film erhielt das Prädikat “künstlerisch”.
Josef Stein übernahm die Produktionsleitung. Die Filmbauten entwarf Erich Zander, Walter Lichtenstein fertigte die Standfotos an.

## Kritiken
Der intensiv rezensierte Film erhielt überwiegend freundliche Kritiken, auch aufgrund des hier gezeigten Möglichkeit eines Erfolg versprechenden, liberalen Erziehungskonzeptes und Jugendverständnisses.
In Berliner Blättern hieß es kurz nach der Premiere beispielsweise in der Film-B.Z.: “Zum starken Erlebnis wird die Handlung durch die Regie von Robert Land. Seine Szenenführung ist von seltener Prägnanz und schafft Stimmungen und Effekte von tiefster Eindrucksfähigkeit. Kalt gezeichnete Typen werden zu blutdurchpulsten Menschen, für die er mit sicherem Blick die passendsten Darsteller gewählt hat.” Das Berliner Tageblatt stellte vor allem die Leistungen der beiden Jungmimen Mosheim und Zilzer heraus: “Bezaubernd ist das junge Paar, um welches hier die Welt sich dreht. Grete Moosheim [sic!], ganz reizend, jung, frisch, rein. (…) Wolfgang Zilzer, ihr Junge, zum ersten Mal in einer ernsten Rolle, ist nicht nur ernst, sondern nahezu tragisch. (…) Bei ihm blitzt Wedekinds Spiel und Sinn auf.” Die Lichtspielbühne lobte vor allem den Regisseur des Films: “Robert Land erweist sich als Regisseur, der seine Schauspieler ausgezeichnet zu führen versteht. (…) Die Gestaltung der jugendlichen Figuren, die die eigentlichen Helden des Films sind, ist so restlos gelungen, daß die Suggestion wirklichen Leben und Erlebens entsteht.”. Der Film-Kurier wiederum merkte an, dass während der Vorführung des Films mehrfach “lang anhaltender, enthusiastischer Beifall” aufbrandete.
In Wiens Das Kino-Journal war folgendes zu lesen: „Der Film steht im Dienste der Aufklärung und hat gleichzeitig einen spannenden, feuilletonistischen Charakter. Der Film ist für Väter bestimmt, die mit seiner Hilfe umlernen können und für die Jungen, die in ihm einen Berater finden. Dabei hat der Film neben seiner dramatischen Handlung zahlreiche erheiternde Episoden, so daß er gleichzeitig fesselt zum Nachdenken anregt und auf die angenehmste Art und Weise unterhält.“
Die Salzburger Chronik resümierte: „Eine hübsch aufgebaute, in den meisten Szenen lebenswahre Handlung, prächtige Bilder aus den Schülerzeiten, Professoren und Schüler gut gezeichnet und gespielt. Daß der Schluß nicht ganz entspricht, liegt hauptsächlich in der Befürchtung, dass die Freigabe zweier halberwachsener junger Leute gefährlicher werden kann als die harte Erziehungsmethode. Extreme sind selten gut. Gespielt wird glänzend, hervorzuheben sind Wolfgang Zilzer als Mündel, der Professor Jaro Fürths, Adolphe Engers als Mädchenlehrer und Grete Mosheim als Jugendfreundin.“
Lediglich die erzkonservative Reichspost schimpfte heftig und witterte „eine widerlich süßliche(n) Idealisierung frühreifer Sexualität und seiner frechen Verhöhnung pflichtgemäßer erziehlicher Strenge.“ Hier sei ein „mit der ganzen Gewissenlosigkeit von Filmgewinnlern ein Machwerk“ entstanden, wo „in sensationellster Aufmachung das Recht unreifer Jugend auf „Ausleben“ zu rechtfertigen“ versucht werde.